# Saison 2020-2021 des Sharks de San José
Autres saisons
Saison précédente Saison suivante
La saison 2020-2021 des Sharks de San José est la 30e saison de hockey sur glace jouée par la franchise dans la Ligue nationale de hockey. Cette saison est particulière, à cause de la pandémie de la Covid-19, débute en janvier et se dispute sur un calendrier condensé de 56 matchs.

## Avant-saison

### Contexte
Lors de la fameuse transaction amenant Erik Karlsson dans leur contingent, tout le monde voyait les Sharks être une puissance de la ligue pour plusieurs années. Si la première saison c’est conclu par une élimination en finale de conférence, la deuxième saison c’est terminé par une décevant 29e place au classement général de la ligue. Avec des joueurs de talents comme Brent Burns, Logan Couture, Tomas Hertl, Evander Kane, Erik Karlsson, Patrick Marleau, Timo Meier et Marc-Edouard Vlasic, la saison passée se doit d’être une erreur de parcours.

### Mouvements d’effectifs

#### Transactions
| Date            | Acquisition des Sharks                                          | Partenaire d'échange     | Acquisition du partenaire                                       |
| --------------- | --------------------------------------------------------------- | ------------------------ | --------------------------------------------------------------- |
| 5 octobre 2020  | Ryan Donato                                                     | Wild du Minnesota        | un choix de troisième tour au Repêchage de 2021                 |
| 5 octobre 2020  | Devan Dubnyk et un choix de septième tour au Repêchage de 2022  | Wild du Minnesota        | un choix de cinquième tour au Repêchage de 2022                 |
| 27 janvier 2021 | Jack Kopacka                                                    | Ducks d'Anaheim          | Trevor Carrick                                                  |
| 27 janvier 2021 | Christián Jaroš                                                 | Sénateurs d'Ottawa       | Jack Kopacka et un choix de septième tour au Repêchage de 2022  |
| 10 avril 2021   | Greg Pateryn et un choix de cinquième tour au Repêchage de 2021 | Avalanche du Colorado    | Devan Dubnyk                                                    |
| 11 avril 2021   | Nicholas Foligno                                                | Blue Jackets de Columbus | Stefan Noesen                                                   |
| 11 avril 2021   | un choix de quatrième tour au [epêchage de 2021                 | Maple Leafs de Toronto   | Nicholas Foligno                                                |
| 12 avril 2021   | Magnus Chrona                                                   | Lightning de Tampa Bay   | Fredrik Claesson                                                |
| 12 avril 2021   | Mattias Janmark                                                 | Blackhawks de Chicago    | Nick DeSimone                                                   |
| 12 avril 2021   | un choix de cinquième tour au Repêchage de 2022                 | Golden Knights de Vegas  | Mattias Janmark                                                 |
| 12 avril 2021   | Aleksandr Barabanov                                             | Maple Leafs de Toronto   | Antti Suomela                                                   |
| 17 juillet 2021 | Adin Hill et un choix de septième tour au Repêchage de 2022     | Coyotes de l'Arizona     | Josef Kořenář et un choix de deuxième tour au Repêchage de 2022 |

#### Signatures d'agent libre
| Joueur            | Date             | Ancienne franchise          | Durée du contrat |
| ----------------- | ---------------- | --------------------------- | ---------------- |
| Patrick Marleau   | 13 octobre 2020  | Penguins de Pittsburgh      | 1 an             |
| Matthew Nieto     | 13 octobre 2020  | Avalanche du Colorado       | 1 an             |
| Ozzy Wiesblatt    | 16 octobre 2020  | Raiders de Prince Albert    | 3 ans            |
| Kurtis Gabriel    | 2 novembre 2020  | Flyers de Philadelphie      | 1 an             |
| Tristen Robins    | 31 décembre 2020 | Blades de Saskatoon         | 3 ans            |
| Fredrik Claesson  | 11 janvier 2021  | Devils du New Jersey        | 1 an             |
| Scott Reedy       | 2 avril 2021     | Golden Gophers du Minnesota | 2 ans            |
| Zachary Sawchenko | 12 avril 2021    | Barracuda de San José       | 2 ans            |
| Santeri Hatakka   | 11 mai 2021      | Ilves                       | 3 ans            |
| Adam Raška        | 12 mai 2021      | Océanic de Rimouski         | 3 ans            |
| Danil Gouchtchine | 18 mai 2021      | Lumberjacks de Muskegon     | 3 ans            |
| Jonathan Dahlén   | 14 juin 2021     | Timrå IK                    | 1 an             |

#### Départs d'agent libre
| Joueur            | Date             | Franchise suivante     |
| ----------------- | ---------------- | ---------------------- |
| Anthony Greco     | 9 octobre 2020   | Rangers de New York    |
| Jonny Brodzinski  | 9 octobre 2020   | Rangers de New York    |
| Brandon Davidson  | 10 octobre 2020  | Sabres de Buffalo      |
| Aaron Dell        | 14 octobre 2020  | Maple Leafs de Toronto |
| Joseph Thornton   | 16 octobre 2020  | Maple Leafs de Toronto |
| Andrew Shortridge | 4 décembre 2020  | Heat de Stockton       |
| Melker Karlsson   | 15 décembre 2020 | Skellefteå AIK         |
| Jérémy Roy        | 13 janvier 2021  | Gulls de San Diego     |

#### Prolongations de contrat
| Joueur              | Date            | Durée du contrat |
| ------------------- | --------------- | ---------------- |
| Jayden Halgewachs   | 6 octobre 2020  | 2 ans            |
| Maksim Letounov     | 6 octobre 2020  | 1 an             |
| Nicolas Meloche     | 6 octobre 2020  | 1 an             |
| Jacob Middleton     | 6 octobre 2020  | 2 ans            |
| Antti Suomela       | 7 octobre 2020  | 1 an             |
| Stefan Noesen       | 9 octobre 2020  | 1 an             |
| Kevin Labanc        | 10 octobre 2020 | 4 ans            |
| Aleksandr Barabanov | 13 mai 2021     | 1 an             |
| Nicolas Meloche     | 14 juin 2021    | 1 an             |
| Jeffrey Viel        | 14 juin 2021    | 2 ans            |
| Matthew Nieto       | 21 juin 2021    | 2 ans            |
| Josef Kořenář       | 13 juillet 2021 | 1 an             |
| Dylan Gambrell      | 16 juillet 2021 | 1 an             |
| Rūdolfs Balcers     | 22 juillet 2021 | 2 ans            |
| Joachim Blichfeld   | 22 juillet 2021 | 1 an             |

#### Résiliations de contrat
| Joueur            | Date             |
| ----------------- | ---------------- |
| Danil Iourtaïkine | 25 décembre 2020 |

#### Réclamé au ballotage
| Joueur          | Date            | Ancienne franchise |
| --------------- | --------------- | ------------------ |
| Rūdolfs Balcers | 12 janvier 2021 | Sénateurs d'Ottawa |

### Joueurs repêchés
Les Sharks possèdent le 31e choix lors du repêchage de 2020 se déroulant virtuellement. Ils sélectionnent au premier tour Ozzy Wiesblatt, ailier droit des Raiders de Prince Albert de la  Ligue de hockey de l'Ouest. La liste des joueurs repêchés en 2020 par les est la suivante :
| Tour | Choix | Nom               | Poste        | Nationalité | Équipe précédente               |
| ---- | ----- | ----------------- | ------------ | ----------- | ------------------------------- |
| 1    | 31    | Ozzy Wiesblatt    | Ailier droit | Canada      | Raiders de Prince Albert (LHOu) |
| 2    | 38    | Thomas Bordeleau  | Centre       | États-Unis  | USNTDP U18 (USHL)               |
| 2    | 56    | Tristen Robins    | Centre       | Canada      | Blades de Saskaton (LHOu)       |
| 3    | 76    | Danil Gushchin    | Ailier droit | Russie      | Lumberjacks de Muskegon (USHL)  |
| 4    | 98    | Brandon Coe       | Ailier droit | Canada      | Battalion de North Bay (LHO)    |
| 7    | 196   | Alex Young        | Centre       | Canada      | Eagles de Canmore (AJHL)        |
| 7    | 201   | Adam Raska        | Ailier droit | Tchéquie    | Océanic de Rimouski (LHJMQ)     |
| 7    | 206   | Linus Oberg       | Ailier droit | Suède       | Örebro HK (SHL)                 |
| 7    | 210   | Timofey Spitserov | Ailier droit | Russie      | Académie Culver (LHOu)          |

Les Sharks ont également cédé leurs sept choix d'origine :
- le 3e, un choix de premier tour aux Sénateurs d'Ottawa le 13 septembre 2018 en compagnie de Chris Tierney, de Dylan DeMelo, de Joshua Norris, de Rūdolfs Balcers, d'un choix de deuxième tour en 2019, d’un choix de deuxième tour en 2021 et d’un choix de première tour en 2022, en retour d'Erik Karlsson et de Francis Perron[51].
- le 34e, un choix de deuxième tour aux Sabres de Buffalo le 7 octobre 2020 en retour d'un choix de deuxième tour et d'un choix de quatrième tour en 2020 (38e et 100e au total)[48].
- le 65e, un choix de troisième tour aux Red Wings de Détroit le 24 février 2019 en compagnie d'un choix de deuxième tour en 2019, en retour de Gustav Nyquist[52].
- le 96e, un choix de quatrième tour aux Canadiens de Montréal le 22 juin 2019 en retour d'un choix de quatrième tour en 2019[53]
- le 127e, un choix de cinquième tour acquis par les Rangers de New York lors d'un échange le 7 octobre 2020 en retour de deux choix de septième tour en 2020 (196e et 206e au total)[48].
- le 158e, un choix de sixième tour acquis par les Sénateurs d'Ottawa lors d'un échange le 19 juin 2018 en compagnie de Mikkel Bødker et Julius Bergman, en retour de Michael Hoffman, de Cody Donaghey et d'un choix de cinquième tour en 2020 (126e au total)[54].
- le 189e, un choix de septième tour acquis par les Maple Leafs de Toronto lors d'un échange le 20 février 2018 en retour d'Eric Fehr[55].

## Composition de l'équipe
L'équipe 2020-2021 des Sharks est entraînée au départ par Robert Boughner, assisté de Dan Darrow, John Madden, Ievgueni Nabokov et Rocky Thompson ; le directeur général de la franchise est Douglas Wilson.
Les joueurs utilisés depuis le début de la saison sont inscrits dans le tableau ci-dessous. Les buts des séances de tir de fusillade ne sont pas comptés dans ces statistiques. Certains des joueurs ont également joué des matchs avec l'équipe associée aux Sharks : les Barracuda de San José, franchise de la Ligue américaine de hockey.
En raison de la pandémie, la ligue met en place un encadrement élargis appelé Taxi-squad. Il s'agit de joueurs se tenant à disposition avec l'équipe prêt à remplacer un joueur qui serait tester positif à la COVID-19. Neuf parmi eux n'ont disputé aucune rencontre avec les Sharks, il s'agit de Nick DeSimone, de Zachary Émond, de Zach Gallant, de Jayden Halbgewachs, de Timur Ibragimov, de Vladislav Kotkov, de Maxim Letunov, de Tristen Robins et de Zachary Sawchenko.
| No | Nationalité        | Joueur           | PJ | V  | D  | DP | Min   | BC  | BL | Moy  | %Arr | A | Pun | Commentaire                                   |
| -- | ------------------ | ---------------- | -- | -- | -- | -- | ----- | --- | -- | ---- | ---- | - | --- | --------------------------------------------- |
| 1  | Russie             | Alexei Melnichuk | 3  | 0  | 1  | 1  | 131   | 11  | 0  | 5,05 | 86,4 | 0 | 0   |                                               |
| 31 | Canada             | Martin Jones     | 34 | 15 | 13 | 4  | 1 868 | 102 | 1  | 3,28 | 89,6 | 0 | 0   |                                               |
| 32 | République tchèque | Josef Kořenář    | 10 | 3  | 5  | 0  | 492   | 26  | 0  | 3,17 | 89,9 | 0 | 0   |                                               |
| 40 | Canada             | Devan Dubnyk     | 17 | 3  | 9  | 2  | 888   | 47  | 1  | 3,18 | 89,8 | 0 | 2   | A fini la saison avec l'Avalanche du Colorado |

| No | Nationalité        | Joueur              | PJ | B | A  | Pts | Pun | Commentaire                                         |
| -- | ------------------ | ------------------- | -- | - | -- | --- | --- | --------------------------------------------------- |
| 2  | États-Unis         | Greg Pateryn        | 2  | 0 | 1  | 1   | 2   | A commencé la saison avec l'Avalanche du Colorado   |
| 21 | Canada             | Jacob Middleton     | 1  | 0 | 0  | 0   | 2   |                                                     |
| 33 | Suède              | Fredrik Claesson    | 4  | 0 | 0  | 0   | 0   | A commencé la saison avec le Lightning de Tampa Bay |
| 38 | Canada             | Mario Ferraro       | 56 | 1 | 16 | 17  | 22  |                                                     |
| 44 | Canada             | Marc-Édouard Vlasic | 51 | 1 | 5  | 6   | 8   |                                                     |
| 47 | Slovaquie          | Christian Jaros     | 7  | 0 | 1  | 1   | 2   |                                                     |
| 50 | Canada             | Brinson Pasichnuk   | 4  | 0 | 0  | 0   | 2   |                                                     |
| 51 | République tchèque | Radim Simek         | 40 | 2 | 4  | 6   | 15  |                                                     |
| 53 | Canada             | Nicolas Meloche     | 7  | 0 | 1  | 1   | 0   |                                                     |
| 65 | Suède              | Erik Karlsson       | 52 | 8 | 14 | 22  | 18  | assistant capitaine                                 |
| 71 | Russie             | Nikolaï Knyjov      | 56 | 2 | 8  | 10  | 39  |                                                     |
| 88 | Canada             | Brent Burns         | 56 | 7 | 22 | 29  | 36  | assistant capitaine                                 |

| No | Nationalité        | Joueur               | Poste | PJ | B  | A  | Pts | Pun | Commentaire                                          |
| -- | ------------------ | -------------------- | ----- | -- | -- | -- | --- | --- | ---------------------------------------------------- |
| 7  | États-Unis         | Dylan Gambrell       | C     | 49 | 5  | 7  | 12  | 13  |                                                      |
| 9  | Canada             | Evander Kane         | AG    | 56 | 22 | 27 | 49  | 42  |                                                      |
| 11 | États-Unis         | Stefan Noesen        | AD    | 5  | 0  | 0  | 0   | 2   | A fini la saison avec les Maple Leafs de Toronto     |
| 12 | Canada             | Patrick Marleau      | C     | 56 | 4  | 5  | 9   | 10  | assistant capitaine                                  |
| 14 | Finlande           | Antti Suomela        | C     | 4  | 0  | 0  | 0   | 0   |                                                      |
| 16 | États-Unis         | Ryan Donato          | C     | 50 | 6  | 14 | 20  | 10  |                                                      |
| 20 | Suède              | Marcus Sorensen      | AG    | 29 | 1  | 4  | 5   | 16  |                                                      |
| 28 | Suisse             | Timo Meier           | AD    | 54 | 12 | 19 | 31  | 22  |                                                      |
| 29 | Canada             | Kurtis Gabriel       | AD    | 11 | 0  | 0  | 0   | 55  |                                                      |
| 37 | Suède              | Fredrik Handemark    | C     | 8  | 1  | 0  | 1   | 2   |                                                      |
| 39 | Canada             | Logan Couture        | C     | 53 | 17 | 14 | 31  | 25  | capitaine de l'équipe                                |
| 43 | États-Unis         | John Leonard         | AG    | 44 | 3  | 10 | 13  | 2   |                                                      |
| 45 | Allemagne          | Lean Bergmann        | C     | 1  | 0  | 0  | 0   | 4   |                                                      |
| 46 | Suède              | Joel Kellman         | C     | 7  | 1  | 1  | 2   | 6   |                                                      |
| 48 | République tchèque | Tomas Hertl          | C     | 50 | 19 | 24 | 43  | 27  | assistant capitaine                                  |
| 55 | États-Unis         | Alexander Chmelevski | C     | 5  | 0  | 2  | 2   | 2   |                                                      |
| 62 | États-Unis         | Kevin Labanc         | AD    | 55 | 12 | 16 | 28  | 31  |                                                      |
| 63 | Canada             | Jeffrey Truchon-Viel | AG    | 11 | 0  | 0  | 0   | 23  |                                                      |
| 70 | Danemark           | Alexander True       | C     | 7  | 0  | 1  | 1   | 6   |                                                      |
| 73 | Canada             | Noah Gregor          | C     | 30 | 5  | 1  | 6   | 6   |                                                      |
| 82 | Russie             | Ivan Tchekhovitch    | AG    | 4  | 0  | 1  | 1   | 0   |                                                      |
| 83 | États-Unis         | Matthew Nieto        | AG    | 28 | 5  | 2  | 7   | 4   |                                                      |
| 86 | Danemark           | Joachim Blichfeld    | AG    | 5  | 1  | 0  | 1   | 12  |                                                      |
| 92 | Lettonie           | Rudolfs Balcers      | AG    | 41 | 8  | 9  | 17  | 16  |                                                      |
| 94 | Russie             | Aleksandr Barabanov  | AG    | 9  | 3  | 4  | 7   | 2   | A commencé la saison avec les Maple Leafs de Toronto |

## Saison régulière

### Match après match
Cette section présente les résultats de la saison régulière qui s'est déroulée du 13 janvier au 12 mai. Le calendrier de cette dernière est annoncé par la ligue le 23 décembre 2020.
Nota : les résultats sont indiqués dans la boîte déroulante ci-dessous afin de ne pas surcharger l'affichage de la page. La colonne « Fiche » indique à chaque match le parcours de l'équipe au niveau des victoires, défaites et défaites en prolongation ou lors de la séance de tir de fusillade (dans l'ordre). La colonne « Pts » indique les points récoltés par l'équipe au cours de la saison. Une victoire rapporte deux points et une défaite en prolongation, un seul.
| No | Date       | Adversaire     | Lieu        | Score    | Buteur(s) des Hurricanes | Fiche   | Pts | Gardien de but | Patinoire          | Résumé     |
| -- | ---------- | -------------- | ----------- | -------- | --- | ------- | --- | -------------- | ------------------ | ---------- |
| 1  | 14 janvier | Coyotes        | Glendale    | 4-3 (TF) | Hertl (Kane - Couture) · Hertl (Leonard - Kane) · Kane (Leonard - Hertl) · TF : Donato - Couture                                                       | 1-0-0   | 2   | Jones          | Gila River Arena   | [ fdm 1 ]  |
| 2  | 16 janvier | Coyotes        | Glendale    | 3-5      | Donato (Meier - Ferraro) Meier Hertl (Meier - Karlsson)                                                                                                | 1-1-0   | 2   | Jones          | Gila River Arena   | [ fdm 2 ]  |
| 3  | 18 janvier | Blues          | Saint-Louis | 4-5      | Labanc (Burns - Couture) Couture (Hertl - Burns) Burns (Kane - Hertl) Couture (Labanc - Simek)                                                         | 1-2-0   | 2   | Dubnyk         | Enterprise Center  | [ fdm 3 ]  |
| 4  | 20 janvier | Blues          | Saint-Louis | 2-1 (TF) | Sorensen (Nieto - Ferraro) · TF : Donato - Couture - Labanc - Hertl                                                                                    | 2-2-0   | 4   | Jones          | Enterprise Center  | [ fdm 4 ]  |
| 5  | 22 janvier | Wild           | Saint Paul  | 1-4      | Nieto (Karlsson - Marleau) | 2-3-0   | 4   | Dubnyk         | Xcel Energy Center | [ fdm 5 ]  |
| 6  | 24 janvier | Wild           | Saint Paul  | 5-3      | Donato (Labanc - Karlsson) Kane (Meier - Donato) Gregor (Ferraro) Burns (Hertl) Nieto                                                                  | 3-3-0   | 6   | Jones          | Xcel Energy Center | [ fdm 6 ]  |
| 7  | 26 janvier | Avalanche      | Denver      | 3-7      | Donato (Labanc - Couture) Gregor (Gambrell - Meier) Couture (Donato - Labanc)                                                                          | 3-4-0   | 6   | Jones          | Ball Arena         | [ fdm 7 ]  |
| 8  | 28 janvier | Avalanche      | Denver      | 0-3      | | 3-5-0   | 6   | Dubnyk         | Ball Arena         | [ fdm 8 ]  |
| 9  | 05 février | Ducks          | Anaheim     | 5-4 (TF) | Nieto (Sorensen - Chmelevski) · Couture (Kane - Burns) · Kane · Burns (Donato) · TF : Donato- Couture - Labanc                                         | 4-5-0   | 8   | Jones          | Honda Center       | [ fdm 9 ]  |
| 10 | 06 février | Ducks          | Anaheim     | 1-2 (TF) | Couture (Ferraro - Kane) · TF : Donato- Couture - Labanc                                                                                               | 4-5-1   | 9   | Dubnyk         | Honda Center       | [ fdm 10 ] |
| 11 | 09 février | Kings          | Los Angeles | 4-3 (TF) | Meier (Donato - Simek) · Couture (Marleau . Knyzhov) · Kane (Couture - Burns) · TF : Donato - Couture                                                  | 5-5-1   | 11  | Jones          | Staples Center     | [ fdm 11 ] |
| 12 | 11 février | Kings          | Los Angeles | 2-6      | Hertl (Knyzhov - Vlasic) Hertl (Couture - Karlsson) | 5-6-1   | 11  | Jones          | Staples Center     | [ fdm 12 ] |
| 13 | 13 février | Golden Knights | San José    | 1-3      | Hertl (Balcers - Vlasic) | 5-7-1   | 11  | Jones          | SAP Center         | [ fdm 13 ] |
| 14 | 15 février | Ducks          | San José    | 3-2      | Leonard (Ferraro - Meier) Labanc (Kane - Couture) Couture                                                                                              | 6-7-1   | 13  | Jones          | SAP Center         | [ fdm 14 ] |
| 15 | 18 février | Blues          | Saint-Louis | 2-3 (P)  | Gregor (Meloche - Gambrell) Leonard (Donato - Marleau)                                                                                                 | 6-7-2   | 14  | Jones          | Enterprise Center  | [ fdm 15 ] |
| 16 | 20 février | Blues          | Saint-Louis | 5-4      | Kane (Labanc) Couture (Labanc) Balcers (Hertl) Marleau (Kane) Couture                                                                                  | 7-7-2   | 16  | Dubnyk         | Enterprise Center  | [ fdm 16 ] |
| 17 | 22 février | Wild           | San José    | 2-6      | Burns (Meier - Balcers) Couture (Kane - Labanc) | 7-8-2   | 16  | Jones          | SAP Center         | [ fdm 17 ] |
| 18 | 27 février | Blues          | San José    | 6-7      | Meier (Balcers - Gambrell) Kane (Couture - Burns) Meier (Labanc) Kane Labanc (Leonard - Meier) Couture (Burns - Ferarro)                               | 7-9-2   | 16  | Dubnyk         | SAP Center         | [ fdm 18 ] |
| 19 | 01 mars    | Avalanche      | San José    | 6-2      | Simek (Vlasic - Balcers) Labanc (Kane - Couture) Balcers (Gambrell - Meier) Karlsson (Kane - Meier) Leonard (Meier) Kane (Burns)                       | 8-9-2   | 18  | Jones          | SAP Center         | [ fdm 19 ] |
| 20 | 03 mars    | Avalanche      | San José    | 0-4      | | 8-10-2  | 18  | Jones          | SAP Center         | [ fdm 20 ] |
| 21 | 05 mars    | Golden Knights | San José    | 4-5 (P)  | Burns (Donato - Meier) Nieto (Karlsson) Couture (Karlsson - Kane) Labanc                                                                               | 8-10-3  | 19  | Jones          | SAP Center         | [ fdm 21 ] |
| 22 | 06 mars    | Golden Knights | San José    | 0-4      | | 9-11-3  | 19  | Dubnyk         | SAP Center         | [ fdm 22 ] |
| 23 | 08 mars    | Blues          | San José    | 3-2 (P)  | Vlasic (Donato - Marleau) Couture (Donato - Balcers) Kane (Karlsson)                                                                                   | 10-11-3 | 21  | Dubnyk         | SAP Center         | [ fdm 23 ] |
| 24 | 12 mars    | Ducks          | Anaheim     | 6-0      | Hertl (Burns - Meier) Kane (Burns - Labanc) Karlsson (Labanc - Couture) Meier (Nieto - Hertl) Labanc (Kane - Ferraro) Handemark                        | 11-11-3 | 23  | Dubnyk         | Honda Center       | [ fdm 24 ] |
| 25 | 13 mars    | Ducks          | Anaheim     | 3-1      | Kane (Labanc) Labanc (Hertl - Ferraro) Gambrell (Donato - Leonard)                                                                                     | 11-12-3 | 25  | Jones          | Honda Center       | [ fdm 25 ] |
| 26 | 15 mars    | Golden Knights | Las Vegas   | 1-2      | Meier (Burns) | 11-13-3 | 25  | Dubnyk         | T-Mobile Arena     | [ fdm 26 ] |
| 27 | 16 mars    | Golden Knights | Las Vegas   | 4-5      | Nieto (Meier - Hertl) Ferraro (Leonard - Kane) Labanc (Kane - Ferraro) Kane (Karlsson - Hertl)                                                         | 11-13-4 | 25  | Dubnyk         | T-Mobile Arena     | [ fdm 27 ] |
| 28 | 19 mars    | Blues          | San José    | 1-2 (TF) | Donato (Sorensen - Hertl) · TF : Donato - Couture - Labanc                                                                                             | 11-13-4 | 26  | Jones          | SAP Center         | [ fdm 28 ] |
| 29 | 20 mars    | Blues          | San José    | 2-5      | Gambrell (Burns - Donato) Hertl (Meier - Knyzhov) | 11-14-4 | 26  | Dubnyk         | SAP Center         | [ fdm 29 ] |
| 30 | 22 mars    | Kings          | San José    | 2-1      | Couture (Labanc - Kane) Donato (Leonard - Knyzhov) | 12-14-4 | 28  | Jones          | SAP Center         | [ fdm 30 ] |
| 31 | 24 mars    | Kings          | San José    | 4-2      | Balcers (Sorensen - Gambrell) Kane (Burns - Labanc) Kane (Ferarro - Burns) Hertl (Vlasic - Simek)                                                      | 13-14-4 | 30  | Jones          | SAP Center         | [ fdm 31 ] |
| 32 | 26 mars    | Coyotes        | Glendale    | 2-5      | Hertl (Karlsson) Marleau (Ferraro - Meier) | 13-15-4 | 30  | Jones          | Gila River Arena   | [ fdm 32 ] |
| 33 | 27 mars    | Coyotes        | Glendale    | 0-4      | | 13-16-4 | 30  | Dubnyk         | Gila River Arena   | [ fdm 33 ] |
| 34 | 29 mars    | Wild           | San José    | 4-3 (TF) | Simek (Donato - Leonard) · Karlsson (Kane) · Karlsson (Donato - Gambrell) · TF : Donato - Couture - Labanc - Hertl - Kane - Burns - Leonard - Karlsson | 14-16-4 | 32  | Jones          | SAP Center         | [ fdm 34 ] |
| 35 | 31 mars    | Wild           | San José    | 4-2      | Balcers (Hertl - Burns) Donato (Burns - Ferraro) Knyzhov (Karlsson - Hertl) Kane (Couture)                                                             | 15-16-4 | 34  | Jones          | SAP Center         | [ fdm 35 ] |
| 36 | 02 avril   | Kings          | Los Angeles | 3-0      | Hertl (Knyzhov - Balcers) Meier (Hertl - Balcers) Balcers (Burns)                                                                                      | 16-16-4 | 36  | Jones          | Staples Center     | [ fdm 36 ] |
| 37 | 03 avril   | Kings          | Los Angeles | 3-2      | Labanc (Knyzhov - Kane) Kane (Couture - Labanc) Gambrell (Leonard)                                                                                     | 17-16-4 | 38  | Jones          | Staples Center     | [ fdm 37 ] |
| 38 | 06 avril   | Ducks          | San José    | 1-5      | Marleau (Labanc - Karlsson) | 17-17-4 | 38  | Jones          | SAP Center         | [ fdm 38 ] |
| 39 | 09 avril   | Kings          | San José    | 5-2      | Labanc (Burns - Ferarro) Marleau (Burns - Sorensen) Balcers (Meier - Karlsson) Gambrell (Kane - Burns) Hertl (Kane - Couture)                          | 18-17-4 | 40  | Jones          | SAP Center         | [ fdm 39 ] |
| 40 | 10 avril   | Kings          | San José    | 2-4      | Gambrell (Leonard - Jaros) Meier (Hertl - Donato) | 18-18-4 | 40  | Jones          | SAP Center         | [ fdm 40 ] |
| 41 | 12 avril   | Ducks          | San José    | 0-4      | | 18-19-4 | 40  | Jones          | SAP Center         | [ fdm 41 ] |
| 42 | 14 avril   | Ducks          | San José    | 1-4      | Karlsson (Meier - Burns) | 18-20-4 | 40  | Korenar        | SAP Center         | [ fdm 42 ] |
| 43 | 16 avril   | Wild           | Saint Paul  | 2-3      | Hertl (Simek - Vlasic) Kane | 18-21-4 | 40  | Jones          | Xcel Energy Center | [ fdm 43 ] |
| 44 | 17 avril   | Wild           | Saint Paul  | 2-5      | Burns (Balcers - Hertl) Kellman (Labanc - Donato) | 18-22-4 | 40  | Jones          | Xcel Energy Center | [ fdm 44 ] |
| 45 | 19 avril   | Golden Knights | Las Vegas   | 2-3 (TF) | Knyzhov · Gregor · TF : Marleau - Donato | 18-22-5 | 41  | Jones          | T-Mobile Arena     | [ fdm 45 ] |
| 46 | 21 avril   | Golden Knights | Las Vegas   | 2-5      | Meier (Kellman) Hertl (Marleau - Karlsson) | 18-23-5 | 41  | Korenar        | T-Mobile Arena     | [ fdm 46 ] |
| 47 | 24 avril   | Wild           | San José    | 3-6      | Couture (Meier - Balcers) Kane (Hertl - Knyzhov) Blichfeld                                                                                             | 18-24-5 | 41  | Korenar        | SAP Center         | [ fdm 47 ] |
| 48 | 26 avril   | Coyotes        | San José    | 6-4      | Gregor Burns (Hertl - Kane) Couture (Pateryn - Meier) Karlsson (Kane) Barabanov (Kane - Hertl) Kane (Ferraro)                                          | 19-24-5 | 43  | Korenar        | SAP Center         | [ fdm 48 ] |
| 49 | 28 avril   | Coyotes        | Denver      | 4-2      | Kane (Barabanov) - Hertl) Balcers (Couture - Leonard) Labanc (True - Gregor) Hertl (Ferraro - Couture)                                                 | 20-24-5 | 45  | Korenar        | Ball Arena         | [ fdm 49 ] |
| 50 | 30 avril   | Avalanche      | Denver      | 0-3      | | 20-25-5 | 45  | Jones          | Ball Arena         | [ fdm 50 ] |
| 51 | 01 mai     | Avalanche      | San José    | 3-4      | Barabanov (Hertl - Karlsson) Couture (Kane) Hertl (Burns - Barabanov)                                                                                  | 20-26-5 | 45  | Korenar        | SAP Center         | [ fdm 51 ] |
| 52 | 03 mai     | Avalanche      | San José    | 4-5 (P)  | Kane Hertl Kane (Hertl - Barabanov) Meier (Burns - Ferraro)                                                                                            | 20-26-6 | 46  | Jones          | SAP Center         | [ fdm 52 ] |
| 53 | 05 mai     | Avalanche      | San José    | 3-2      | Hertl (Kane - Barabanov) Hertl (Kane - Knyzhov) Karlsson (Kane - Hertl)                                                                                | 21-26-6 | 48  | Korenar        | SAP Center         | [ fdm 53 ] |
| 54 | 07 mai     | Coyotes        | San José    | 2-5      | Karlsson (Hertl) Meier (Chekhovich) | 21-27-6 | 48  | Korenar        | SAP Center         | [ fdm 54 ] |
| 55 | 08 mai     | Coyotes        | San José    | 4-5 (P)  | Balcers (Chmelevski - Gambrell) Labanc Meier (Labanc) Barabanov (Hertl - Kane)                                                                         | 21-27-7 | 49  | Melnichuk      | SAP Center         | [ fdm 55 ] |
| 56 | 12 mai     | Golden Knights | San José    | 0-6      | | 21-28-7 | 49  | Melnichuk      | SAP Center         | [ fdm 56 ] |

### Classement de l'équipe
L'équipe des Sharks finit à la septième place de la division Ouest Honda et ne se qualifient pour les Séries éliminatoires, L'Avalanche est sacré champion de la division. Au niveau de la Ligue nationale de hockey, cela les place à la vingt-deuxième place, les premiers étant l'Avalanche du Colorado avec huitante-deux points.
| Clt   | Équipe                  | PJ | V  | D  | DP | BP  | BC  | Pts |
| ----- | ----------------------- | -- | -- | -- | -- | --- | --- | --- |
| +001, | Avalanche du Colorado   | 56 | 39 | 13 | 4  | 197 | 133 | 82  |
| +002, | Golden Knights de Vegas | 56 | 40 | 14 | 2  | 191 | 124 | 82  |
| +003, | Wild du Minnesota       | 56 | 35 | 16 | 5  | 181 | 160 | 75  |
| +004, | Blues de Saint-Louis    | 56 | 27 | 20 | 9  | 169 | 170 | 63  |
| +005, | Coyotes de l'Arizona    | 56 | 24 | 26 | 6  | 153 | 176 | 54  |
| +006, | Kings de Los Angeles    | 56 | 21 | 28 | 7  | 143 | 170 | 49  |
| +007, | Sharks de San José      | 56 | 21 | 28 | 7  | 151 | 199 | 49  |
| +008, | Ducks d'Anaheim         | 56 | 17 | 30 | 9  | 126 | 179 | 43  |

- En gras : champion de la saison régulière
- En italique : qualifié pour les séries éliminatoires

Avec 151 buts inscrits, les Sharks possèdent la vingt-cinquième attaque de la ligue, les meilleures étant l'Avalanche du Colorado avec 197 buts et les moins performants étant les Ducks d'Anaheim avec 126 buts. Au niveau défensif, les Sharks accordent 199 buts, soit une vingt-neuvième place pour la ligue, les Golden Knights de Vegas est l'équipe qui a concédé le moins de buts (124) alors qu'au contraire, les Flyers de Philadelphie en accordent 201.

### Meneurs de la saison
Evander Kane est le joueur des Sharks qui a inscrit le plus de buts (22), le classant à la 24e position au niveau de la ligue. Ce classement est remporté par Auston Matthews des Maple Leafs de Toronto avec 41 réalisations.
Le joueur comptabilisant le plus d'aides chez les Sharks est Evander Kane avec 27, ce qui le classe au 54e rang au niveau de la ligue. le meilleur étant Connor McDavid des Oilers d'Edmonton avec 71 passes comptabilisées.
Evander Kane, obtenant un total de 49 points est le joueur des Sharks le mieux placé au classement par point, terminant à la 29e place au niveau de la ligue. Connor McDavid en comptabilise 104 pour remporter ce classement.
Au niveau des défenseurs, Brent Burns est le défenseur le plus prolifique de la saison avec un total de 29 points, terminant à la 27e place au niveau de la ligue. Tyson Barrie des Oilers d'Edmonton est le défenseur comptabilisant le plus de points avec un total de 48.
Concernant les Gardien, Martin Jones accorde 102 buts en 1 869 minutes, pour un pourcentage d’arrêt de 88,6.Jack Campbell est le gardien ayant accordé le moins de buts (43) et Connor Hellebuyck le plus (112), Hellebuyck est également le gardien disputant le plus de minutes de jeu (2 062), Alexander Nedeljkovic est le gardien présentant le meilleur taux d’arrêts avec (93,2) et Carter Hart le pire (77,7.
À propos des recrues, John Leonard comptabilise 13 points, finissant à la 24e place au niveau de la ligue. Kirill Kaprizov du Wild du Minnesota est la recrue la plus prolifique avec un total de 51 points.
Enfin, au niveau des pénalités, les Sharks ont totalisé 514 minutes de pénalité dont 55 minutes pour Kurtis Gabriel, ils sont la huitième équipe la plus pénalisée de la saison. Le joueur le plus pénalisé de la ligue est Tom Wilson des Capitals de Washington avec 96 minutes et l'équipe la plus pénalisée est le Lightning de Tampa Bay.